# مرگ‌ومیر کودکان و نوزادان در افغانستان
افغانستان به نسبت عدم رسایی غذای کافی به کودکان در مرگ ومیر سومین کشور در جهان گردید.
اداره یونیسف مشکلات ناشی از ولادت‌های قبل از وقت را عامل عمده مرگ و میر اطفال زیر پنج سال در سطح جهان می‌داند. این سازمان گفته‌است که افغانستان در جمع کشورهای است که دارای بیشترین آمار مرگ و میر کودکان بوده و در جایگاه سوم قرار دارد.
بر اساس گزارش صندوق حمایت از کودکان ملل متحد «یونیسف» سالانه در افغانستان از هر یک هزار تولد زنده ۲۵۷ تن آن‌ها جان می‌دهند. این سازمان گفته‌است که بعد از انگولا و سیرالئون بیشترین میزان مرگ و میر کودکان زیر پنج سال را دارد.
علت آن فقر و بیکاری است. اکثر مردان خانواده بیکار شده تمام فامیل گرسنه زندگی می‌کنند. زیاده مرگ اطفال در زمستان در اثر سردی هوا و امراض تنفسی در تابستان به مرض اسهال و معرقه می‌باشد. چون اطفال افغانستان از غذای پروتینی و شیر استفاده نمی‌کنند مقاومت شان خیلی پایین بوده در اندک‌ترین مریضی مانند باد از بین می‌روند. در دوره حکومت اول طالبان مرگ میر اطفال از ۴ نوزاد ۳ کودک بود. مرگ میر اطفال زیر ۷ سال به ۶۰ فیصد رسیده بود. پس از توجه جهان به افغانستان مرگ میر اطفال خیلی کاهش یافته بود. اکنون دوباره شروع آن است. در صورت عدم اقدامات ماه در ماه زیاده می‌رود.
صندوق کودکان سازمان ملل متحد همچنان گفته‌است که در سطح جهان شش الی هشت درصد اطفال قبل از وقت تولد می‌شوند. در افغانستان در سال ۲۰۲۳ حدود ۴۴٫۸۱۳ا وفیات در ۱۰۰۰ اطفال زنده می‌باشد.
یونیسف فراهم ساختن زمینه مراقبت‌های با کیفیت را در کاهش مرگ و میر اطفال و نوزادان مؤثر خوانده‌است. این سازمان در دو سال اخیر ۶۰۰ پایه تجهیزات مربوط به نوزادان را برای ۲۰۹ مرکز صحی در افغانستان تهیه کرده‌است.

## موخذ
1. . صحت وسلامتی در افغانستان نوشته اداره یونسیف

1. . مرگ ومیر اطفال افغانستان راپور یونیسف در وبگاه یونیسف

1. . افزایش مرگ و میر اطفال در افغانستان نگران کننده است تی آر تی

1. . «افغانستان سومین کشور با بلندترین میزان مرگ ومیر کودکان است»

1. . سازمان جهانی صحت خواهان اقدامات فوری برای کاهش مرگ و میر نوزادان در افغانستان شد